# Magengeni
Magengeni ist ein Verwaltungsbezirk (englisch Ward) des Distrikts Mtwara (MC) in der tansanischen Region Mtwara.

## Geografie
Magengeni liegt im Südosten von Tansania, es ist ein Bezirk im Westen der Regionshauptstadt Mtwara. Er grenzt im Norden an den Indischen Ozean, im Nordosten an Mitengo, im Osten an Ufukoni, im Südosten an Naliendele, im Süden in einem Punkt an Mkunwa und im Westen an Jangwani und Mtonya. Bei der Volkszählung 2022 lebten 2731 Menschen in 752 Haushalten auf einer Fläche von 18 Quadratkilometern.

## Geschichte
Im 15. Jahrhundert war Mikindani ein wichtiger Hafen für das afrikanische Hinterland bis Kongo und Sambia.

## Gliederung
Der Bezirk besteht aus vier Stadtteilen (Mtaa):
- Mkundi
- Magengeni
- Ndolo
- Bomani
- Mjimwema

## Sehenswürdigkeiten
- Hotel Boma: Das Hotel wurde 1895 als deutsche Festung erbaut.[9]